# Josef Svoboda (poslanec)
Josef Svoboda (1. prosince 1888 Střešovice – ???) byl československý politik, meziválečný poslanec a senátor Národního shromáždění za Komunistickou stranu Československa.

## Biografie
Podle údajů k roku 1930 byl profesí slévačem v Praze-Bubenči.
V parlamentních volbách v roce 1929 získal poslanecké křeslo v Národním shromáždění. V roce 1929 byl kooptován do politbyra KSČ. Později přešel do horní parlamentní komory. parlamentních volbách v roce 1935 získal senátorské křeslo v Národním shromáždění. V senátu setrval do prosince 1938, kdy jeho mandát zanikl v důsledku rozpuštění KSČ.